# Čatići
Čatići su naseljeno mjesto u općini Kakanj, Federacija Bosne i Hercegovine, BiH.
Nalaze se u na ušću rijeke Trstionice u Bosnu. 
Na lijevoj obali Bosne nalazi se i Termoelektrana Kakanj.

## Stanovništvo

### Popisi 1971. – 1991.
| Čatići             |              |              |              |
| godina popisa      | 1991.        | 1981.        | 1971.        |
| Hrvati             | 815 (56,28%) | 844 (59,85%) | 990 (71,89%) |
| Muslimani          | 534 (36,87%) | 490 (34,75%) | 209 (15,17%) |
| Srbi               | 12 (0,82%)   | 14 (0,99%)   | 137 (9,94%)  |
| Jugoslaveni        | 42 (2,90%)   | 43 (3,04%)   | 10 (0,72%)   |
| ostali i nepoznato | 45 (3,10%)   | 19 (1,34%)   | 31 (2,25%)   |
| ukupno             | 1.448        | 1.410        | 1.377        |

### Popis 2013.
| Čatići             |              |
| godina popisa      | 2013.        |
| Bošnjaci           | 704 (65,79%) |
| Hrvati             | 331 (30,93%) |
| Srbi               | 4 (0,37%)    |
| ostali i nepoznato | 31 (2,90%)   |
| ukupno             | 1.070        |

## Religija
U Ćatićima je rimokatolička crkva sv. Nikole Tavelića.
U Čatićima se nalazi kapela s mjesnim grobljem. 

## Vanjske poveznice
- Satelitska snimka  Arhivirana inačica izvorne stranice od 12. ožujka 2021. (Wayback Machine)